# Hospital Rock (comté de Tulare)
Pour les articles homonymes, voir Hospital Rock.
Hospital Rock est une formation rocheuse américaine située dans le comté de Tulare, en Californie. Partie de la Sierra Nevada, où elle culmine à 836 mètres d'altitude, elle a longtemps abrité des populations nord-amérindiennes. Aujourd'hui protégée au sein du parc national de Sequoia, elle est inscrite au Registre national des lieux historiques depuis le 29 août 1977. 